# Sagina subulata
Sagina subulata — вид трав'янистих рослин родини Гвоздичні (Caryophyllaceae). Етимологія: лат. subulata — «шилоподібний».

## Опис
Рослини багаторічні, часто утворюють щільні килимки, залозисто-запушені або голі. Стебла висхідні або стеляться, трохи розгалужені, густо залозисто-запушені, або рідше голі; горизонтальні стебла стають злегка деревними. Литки: базальні утворюють пучки, пластини лінійні, зігнуті всередину, 3–12 мм, не м'ясисті, верхівка довго-остиста; стеблові зрощені базально, пластини лінійно-шилоподібні, 3–10 мм. Квіти пахвові або кінцеві, як правило, поодинокі. Пелюстки еліптичні, 1.5–2 мм, коротші або рівні чашолисткам; тичинки 8 або 10. Капсули 2–3(3.5) мм, трохи довші за чашолистки. Насіння коричневе, косо трикутне, 0.4(0.5) мм, гладке.

## Поширення
Європа (Албанія, Австрія, Ліхтенштейн, Велика Британія, Хорватія, Данія, Фарерські острови, Франція, Німеччина, Греція, Ірландія, Швейцарія, Нідерланди, Іспанія, Угорщина, Ісландія, Італія, колишня Югославія, Португалія, Норвегія, Польща, Румунія, Мальта, Словаччина, Словенія, Швеція, Туреччина). Введений у Північну Америку (США — Орегон, Мексика — Нижня Каліфорнія) й Нову Зеландію. Також культивується. Населяє вологі, гравійні піски країв джерел.

## Галерея

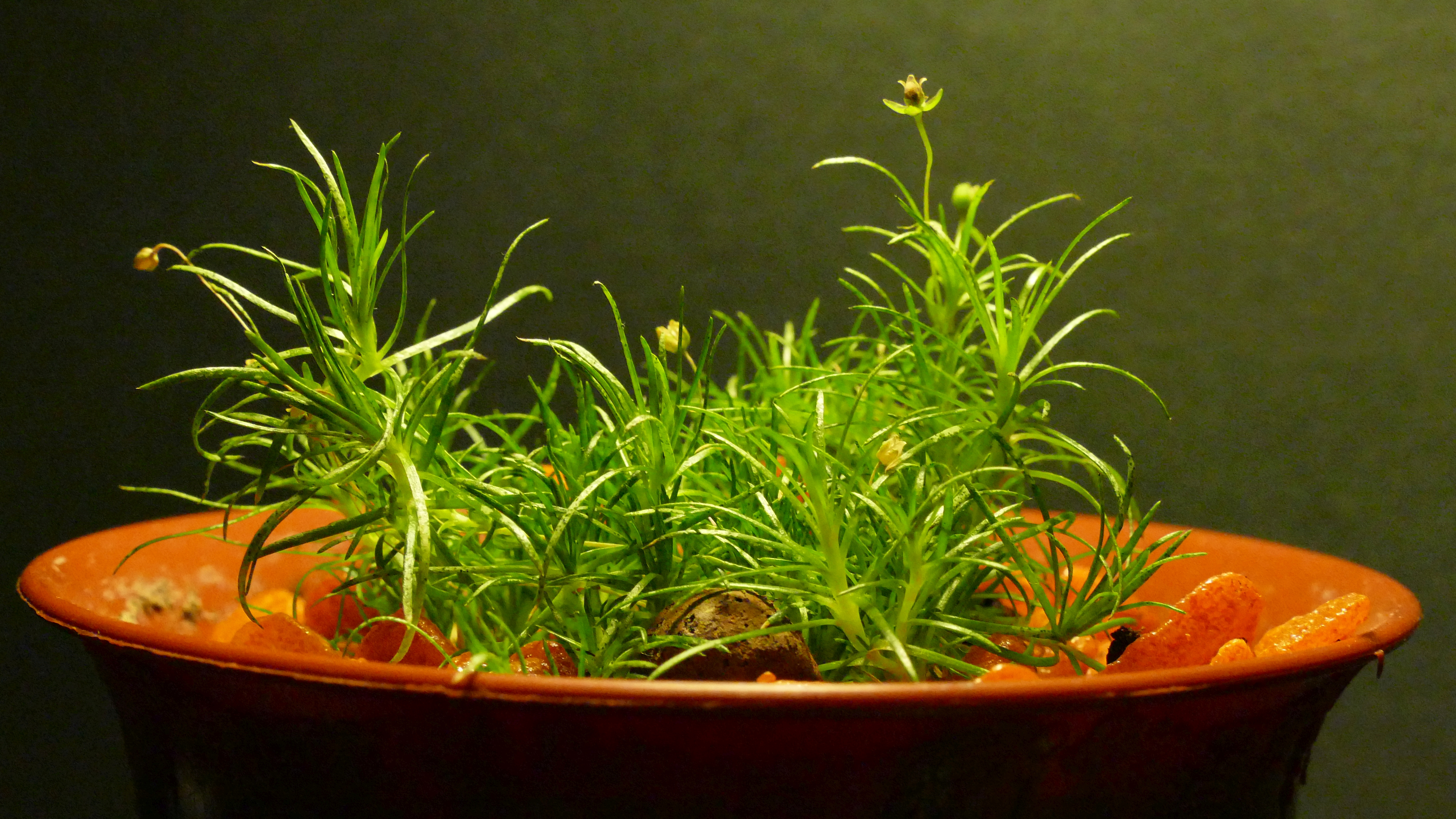
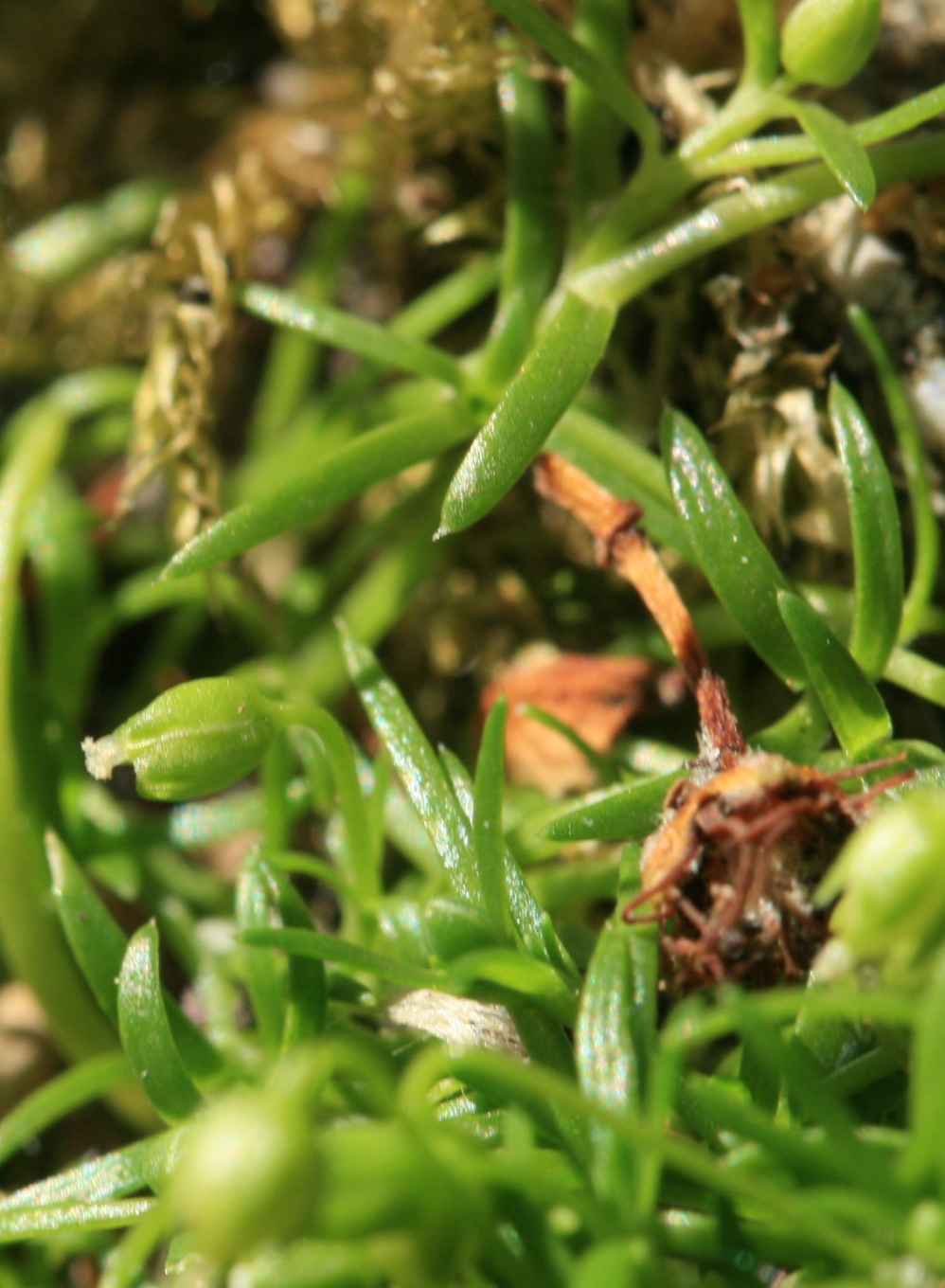
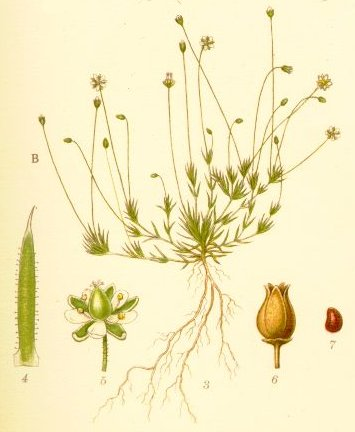